# Cecilia López Montaño
Cecilia Matilde López Montaño (Bogotá, 18 de abril de 1943), es una economista y política colombiana. Desde agosto de 2022 hasta abril de 2023, se desempeñó como ministra de Agricultura y Desarrollo Rural en el gobierno de Gustavo Petro.
Fue ministra de Agricultura, ministra de Medio Ambiente y directora del Departamento Nacional de Planeación durante el gobierno de Ernesto Samper. Se desempeñó como senadora de la república para el periodo 2006-2010. Fue precandidata a la presidencia de Colombia por el Partido Liberal para las elecciones de 2010 pero perdió en la consulta liberal del 27 de septiembre de 2009. Renunció al Partido Liberal en 2018 tras el anuncio de su dirigencia de respaldar al gobierno de Iván Duque.

## Biografía
Nació en Bogotá pero junto a sus padres fue desplazada por los chulavitas, por esa razón creció en Barranquilla y allí recibió su educación primaria y secundaria. López es economista y especialista en Demografía, ambos títulos obtenidos en la Universidad de los Andes a principios de los años 1970; luego de una década de investigación académica, ocupó cargos públicos de alto perfil técnico y político como directora del Fonade entre 1981 y 1982 y viceministra de Agricultura entre 1982 y 1985.
Entre 1985 y 1988 fue Embajadora de Colombia en los Países Bajos. Entre 1988 y 1990 fue Directora del Programa Regional de Empleo de América Latina y del Caribe de la Organización Internacional del Trabajo en Santiago de Chile. César Gaviria la designó Directora del Instituto de Seguros Sociales (ISS) en 1990, pero en 1992 renunció debido a las profundas diferencias entre su postura socialdemócrata y la neoliberal del Presidente.[cita requerida] Durante el gobierno de Ernesto Samper fue Ministra de Medio Ambiente (1994-1996), Ministra de Agricultura (1996-1997) y Directora Nacional de Planeación (1997-1998).
En 2005 se presentó como precandidata liberal pero, por solicitud del director del partido, se retiró para ser la cabeza de la lista al Senado en las elecciones de 2006, resultando elegida para el cargo. En junio de ese año el expresidente César Gaviria la designó miembro de la Dirección Nacional Adjunta. López hizo parte la Comisión II del Senado de Colombia, que trata asuntos relacionados con la política exterior y de seguridad; se caracterizó por ser la voz más fuerte de su partido en temas fundamentales como la política comercial exterior, particularmente el Tratado de Libre Comercio con Estados Unidos, la política agrícola, las zonas francas en donde cuestionó a los empresarios de la política y la crisis financiera ocasionada por las pirámides.

### Congresista de Colombia
En las elecciones legislativas de Colombia de 2006, López Montaño fue elegida senadora de la república de Colombia con un total de 32 558 votos.
En el senado, López se caracterizó por ejercer un férreo control político a los temas más sensibles de la realidad nacional. Entre estos se destacan: un debate sobre la situación económica del país; varios debates sobre el escándalo de los falsos positivos o ejecuciones extralegales dentro de las Fuerzas Armadas. Una serie de debates sobre la concesión de los terrenos de Carimagua, un predio ubicado en la Orinoquia (sur del país) a unos empresarios en detrimento de los derechos de los desplazados. Con ese debate logró impedir la entrega de esos predios a empresas privadas.
Realizó también un debate sobre el descalabro de la comercializadora ilegal DMG y la inoperancia del Gobierno ante el fenómeno de la captación ilegal que concluyó con una gran estafa. Además adelanto un juicioso estudio sobre la real conveniencia de la aprobación del Tratado de Libre Comercio con los Estados Unidos.
En materia legislativa se destacó su labor por radicación de dos proyectos en particular, el primero fue el proyecto de Ley de Transformación Social encaminado a redefinir el modelo de desarrollo del país; y el segundo el proyecto de Ley de Economía del Cuidado que buscaba incluir en las cuentas nacionales el reconocimiento del trabajo voluntario de las mujeres al cuidado de sus hijos, los enfermos, los ancianos y demás temas del hogar.[cita requerida]
La senadora fue nombrada por consenso, como vocera del Partido Liberal en el Senado. Al finalizar el año, un grupo de 22 senadores le hicieron un reconocimiento especial a sus labores al votar por ella como mejor senador del 2008, distinción que fue otorgada por el canal RCN Televisión. De igual forma, la revista Cambio la escogió como el Mejor Congresista del año, dentro de la edición especial de personajes de 2008.

### Ministra de Agricultura (2022)
En agosto de 2022, López fue designada como ministra del Gobierno de Gustavo Petro en la cartera de agricultura.
Dentro de su labor en dicha cartera se destacó el trabajo alrededor de sacar adelante la reforma agraria prometida por el gobierno, en dicho marco logró un acuerdo con el gremio ganadero Fedegan representados por su presidente José Félix Lafaurie para comprar a los ganaderos, en el transcurso de los años subsiguientes al acuerdo, tres millones de hectáreas de tierras cultivables para ser repartidas a familias campesinas a quienes se les proveerán recursos para la producción agroindustrial. El presidente Petro calificó dicho acuerdo como «histórico».
El 26 de abril de 2023 el presidente Petro aceptó su renuncia y designó a Jhénifer Mojica.